# Ron Gilbert

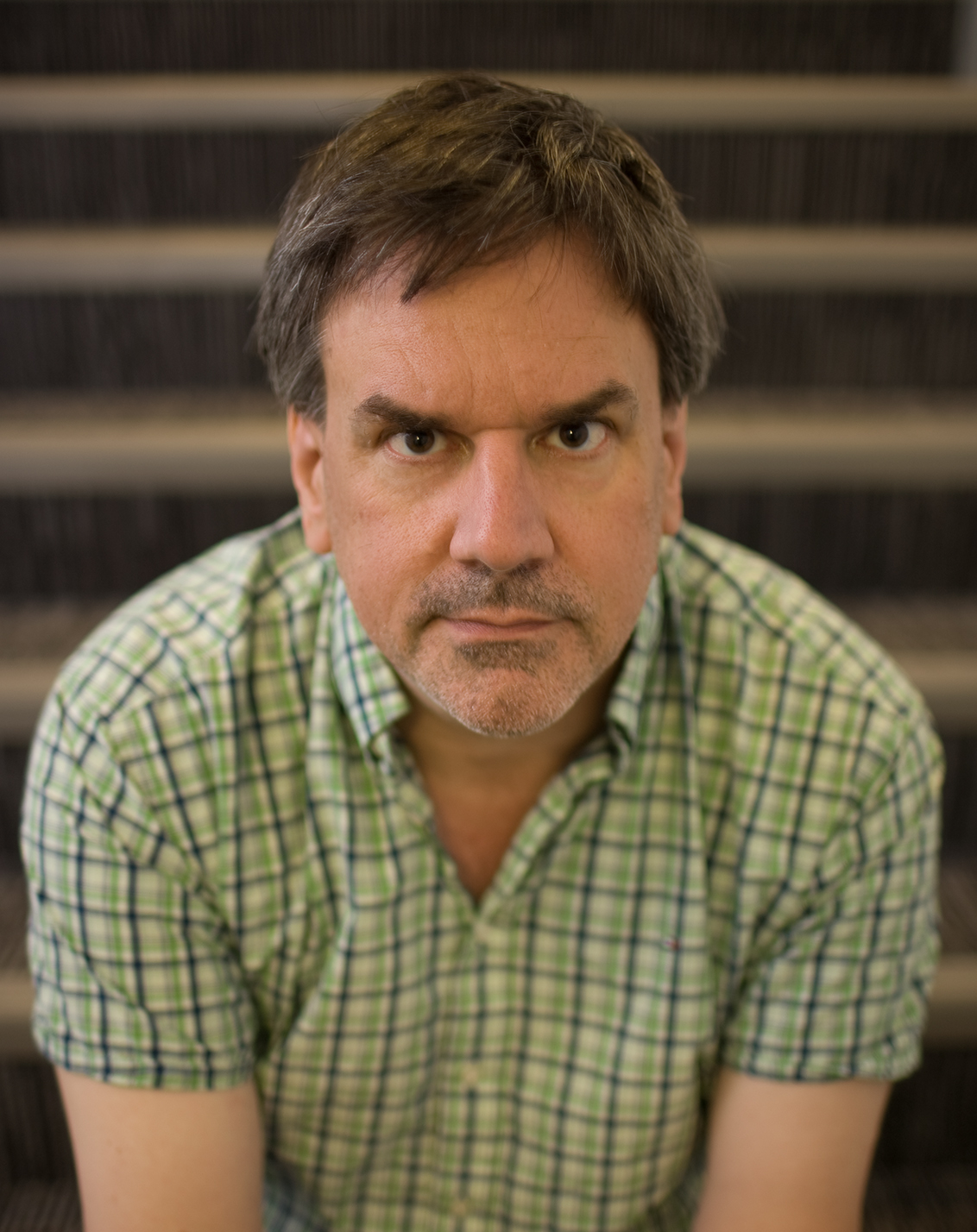
Ron Gilbert, Juli 2013

Ron Gilbert (* 1. Januar 1964 in La Grande) ist ein amerikanischer Spieleentwickler. Mit der von ihm entworfenen Entwicklungsumgebung SCUMM und den darauf basierenden Spielen Maniac Mansion, The Secret of Monkey Island sowie Monkey Island 2: LeChuck’s Revenge hatte Gilbert prägenden Einfluss auf das Genre der Point-and-Click-Adventure-Spiele Ende der 1980er und den frühen 1990ern. IGN zählt ihn zu den bedeutendsten Spieleentwicklern.

## Karriere
Gilbert begann seine Karriere in der Computer-Industrie zu Beginn der 1980er Jahre. Mit einer Eigenkreation namens Graphics BASIC, einer Befehlserweiterung für das serienmäßige BASIC des C64, programmierte er erste, einfache Spiele. Er verkaufte das Tool an die Softwarefirma HesWare, die ihn nach dem Abschluss seines Informatikstudiums auch anstellte. Er programmierte Arcade-Spiele für den C64, aber keines davon wurde je veröffentlicht und das Unternehmen meldete bereits ein halbes Jahr nach seiner Anstellung Konkurs an.
1985 erhielt er die Möglichkeit, für Lucasfilm Games ein Spiel zu entwickeln. Zusammen mit Gary Winnick erstellte er das Konzept für Maniac Mansion und programmierte für dieses Spiel eine eigene Engine: die Script Creation Utility for Maniac Mansion, besser bekannt unter der Abkürzung SCUMM. 1987 wurde Maniac Mansion veröffentlicht und erwies sich als großer Erfolg. SCUMM bildete für viele Jahre die Basis aller Grafik-Adventures des Studios, darunter die von Gilbert maßgeblich konzipierten Titel The Secret of Monkey Island und Monkey Island 2.
Nach dem Weggang von LucasArts gründete Gilbert 1992 zusammen mit Shelley Day das auf Kinderspiele spezialisierte Entwicklerstudio Humongous Entertainment. Das Studio machte sich einen Namen durch Spielereihen wie Fritzi Fisch oder Töff-Töff, die ebenfalls auf der SCUMM-Engine basierten. Da er diese nicht exklusiv über LucasArts, sondern mit Publisher Electronic Arts vertrieb, geriet er in einen Rechtsstreit mit seinem ehemaligen Arbeitgeber. 1996 kaufte der amerikanische Publisher GT Interactive das Studio für 76 Millionen US-Dollar. Für Spiele, die sich an ein älteres Publikum richten sollten, schuf Gilbert im selben Jahr das Humongous-Label Cavedog Entertainment, das mit Chris Taylors Echtzeit-Strategiespielen Total Annihilation und Total Annihilation: Kingdoms jedoch nur zwei Titel hervorbrachte. Gilbert arbeitete in dieser Zeit unter anderem an einem Adventure-Spiel mit dem Arbeitstitel Good & Evil, das bedingt durch seine Doppelfunktion als Produzent/Designer und Geschäftsführer jedoch nie vollendet wurde. 2001 verließen Gilbert und Day Humongous und gründeten Hulabee Entertainment.
Im Jahr 2004 arbeitete er für den Publisher Hothead Games wieder an einem neuen Spiel, einer Mischung aus Adventure und Rollenspiel, die im Jahr 2010 unter dem Namen DeathSpank veröffentlicht wurde. Nachdem es seit 2010 Gerüchte um einen Einstieg Gilberts bei Double Fine Productions, dem Studio seines ehemaligen Lucasfilm-Kollegen Tim Schafer, gab, bestätigten beide 2012 die gemeinsame Arbeit an The Cave. Mit dem Spiel realisierte Gilbert eine Idee, die er 25 Jahre zuvor entwickelt hatte. The Cave erschien am 22. Januar 2013 für PlayStation 3, Wii U und Xbox 360.
Im Dezember 2014 initiierte Gilbert gemeinsam mit Gary Winnick auf der Plattform Kickstarter eine Crowdfunding-Kampagne, mit der er gut 600.000 US-Dollar für die Entwicklung eines Point-and-Click-Adventures im Stil von Maniac Mansion einsammelte. Das Spiel mit dem Namen Thimbleweed Park erschien im März 2017. Laut Gilbert spielte das Spiel seine Produktionskosten zwar wieder ein, die Verkäufe waren aber nicht so hoch, um die Finanzierung eines weiteren Point-and-Click-Adventures über eine Crowdfunding-Plattform attraktiv erscheinen zu lassen. Nachdem der Medienkonzern Disney, der Lucasfilm und dessen Spielesparte 2012 übernommen hatte, Mitte 2016 seinen Rückzug aus der Spielentwicklung angekündigt hatte, bemühte sich Gilbert um die Rechte an seinen Spielen Monkey Island und Maniac Mansion. 2022 kündigte er mit Return to Monkey Island eine inhaltliche Fortsetzung der ersten beiden Spiele der Serie an.

## Ludografie (Auswahl)
- 1985: Koronis Rift
- 1987: Maniac Mansion
- 1988: Zak McKracken and the Alien Mindbenders
- 1989: Indiana Jones and the Last Crusade
- 1990: The Secret of Monkey Island
- 1991: Monkey Island 2: LeChuck’s Revenge
- 1997: Total Annihilation (Produzent)
- 2010: DeathSpank
- 2013: The Cave
- 2017: Thimbleweed Park
- 2022: Return to Monkey Island